# Euchalcia sergia
Euchalcia sergia är en fjärilsart som beskrevs av Charles Oberthür 1884. Euchalcia sergia ingår i släktet Euchalcia och familjen nattflyn. Inga underarter finns listade i Catalogue of Life.